# Leszek el Negre
Leszek el Negre -Leszek Czarny en polonès- (1241 - 1288) va ser a partir de 1261 Duc de Sieradz, a partir de 1267 de Łęczyca, i entre 1273i 1278 d'Inowrocław, així com de Sandomierz i Cracòvia a partir de 1279. Gràcies a aquest últim va regir a Polònia entre 1279 i 1288. Leszek va pertànyer a la dinastia Piast.
Leszek era fill del Duc Casimir II, germanastre del posterior Rei de Polònia, Ladislau I i net de Conrad I de Masòvia. Com Boleslau V no va tenir descendència masculina, va decidir lliurar el tron de Cracòvia a Leszek de Łęczyca i Sieradz, el fill del seu cosí Casimir II. Durant el seu regnat van sorgir en la Petita Polònia les primeres idees per reunificar el Regne de Polonès, les quals van culminar amb la reunificació de les quals dos segles després de la seva divisió. Leszek el Negre va ser famós per la seva ideologia en la que buscava el suport del poble i lluitava contra les revoltes de la noblesa. No va poder aconseguir el seu objectiu. Un any abans de morir, la seva terra va ser envaït pels tàtars del l'Horda d'Or i Leszek va fugir al Regne d'Hongria. Els invasors van arribar fins a les portes de Cracòvia, però no van poder prendre la ciutat. Després de la seva mort va haver una lluita pel tron de Cracòvia que duraria diversos anys.